# سن‌بازی
سن‌بازی یا بازی سنی (به انگلیسی: Ageplay)نوعی بازیگری است که در آن فرد به گونه ای عمل می‌کند که گویا در سنی متفاوت از آنچه هست قرار دارد. سن‌بازی در بین بزرگسالان صورت می‌گیرد و رضایت همه طرفین درگیر را شامل می‌شود. سن‌بازی می‌تواند جنسی یا غیر جنسی باشد اما بیشتر ان‌ها جنسی است، همه اینها بستگی به آنچه افراد در رابطه خود سر آن توافق کردند، برمیگردد. در این روش هر سنی می‌تواند هدف نقش بازی باشد، از نوزادان، تا افراد مسن. معمولاً این عمل شامل کسی می‌شود که وانمود کند جوان تر از سن واقعی اش است، اما به ندرت می‌تواند شامل به عهده گرفتن نقش بزرگتر باشد.